# Максимихин, Павел Маркович
Павел Маркович Максимихин (1911—1981) — подполковник Советской Армии, участник Великой Отечественной войны, Герой Советского Союза (1945).

## Биография
Павел Максимихин родился 12 декабря 1911 года в селе Шептаки (ныне — Новгород-Северский район Черниговской области Украины). После окончания Ленинградского строительного техникума работал на стройке Главвоенпорта в Ораниенбауме. В 1933 году Максимихин был призван на службу в Рабоче-крестьянскую Красную Армию. В 1938 году он окончил Владивостокское военно-морское училище, в 1940 году — школу среднего начальствующего состава. С 1942 года — на фронтах Великой Отечественной войны.
К январю 1945 года майор Павел Максимихин командовал батальоном 8-й мотострелковой бригады 9-го танкового корпуса 33-й армии 1-го Белорусского фронта. Отличился во время освобождения Польши. 16 января 1945 года батальон Максимихина принимал активное участие в освобождении Радома, а 19 января одним из первых вошёл в Лодзь, переправился через реку Варта и принял активное участие в освобождении города Варта.
Указом Президиума Верховного Совета СССР от 24 марта 1945 года за «образцовое командование батальоном при освобождении Польши и проявленные при этом личное мужество и героизм» майор Павел Максимихин был удостоен высокого звания Героя Советского Союза с вручением ордена Ленина и медали «Золотая Звезда» за номером 5159.
После окончания войны Максимихин продолжил службу в Советской Армии. В 1957 году в звании подполковника он был уволен в запас. Проживал в городе Ичня Черниговской области. Скончался 9 сентября 1981 года, похоронен на городском кладбище Ични.
Был также награждён четырьмя орденами Красного Знамени, орденом Отечественной войны 2-й степени, двумя орденами Красной Звезды и рядом медалей.